# Victor de Braga

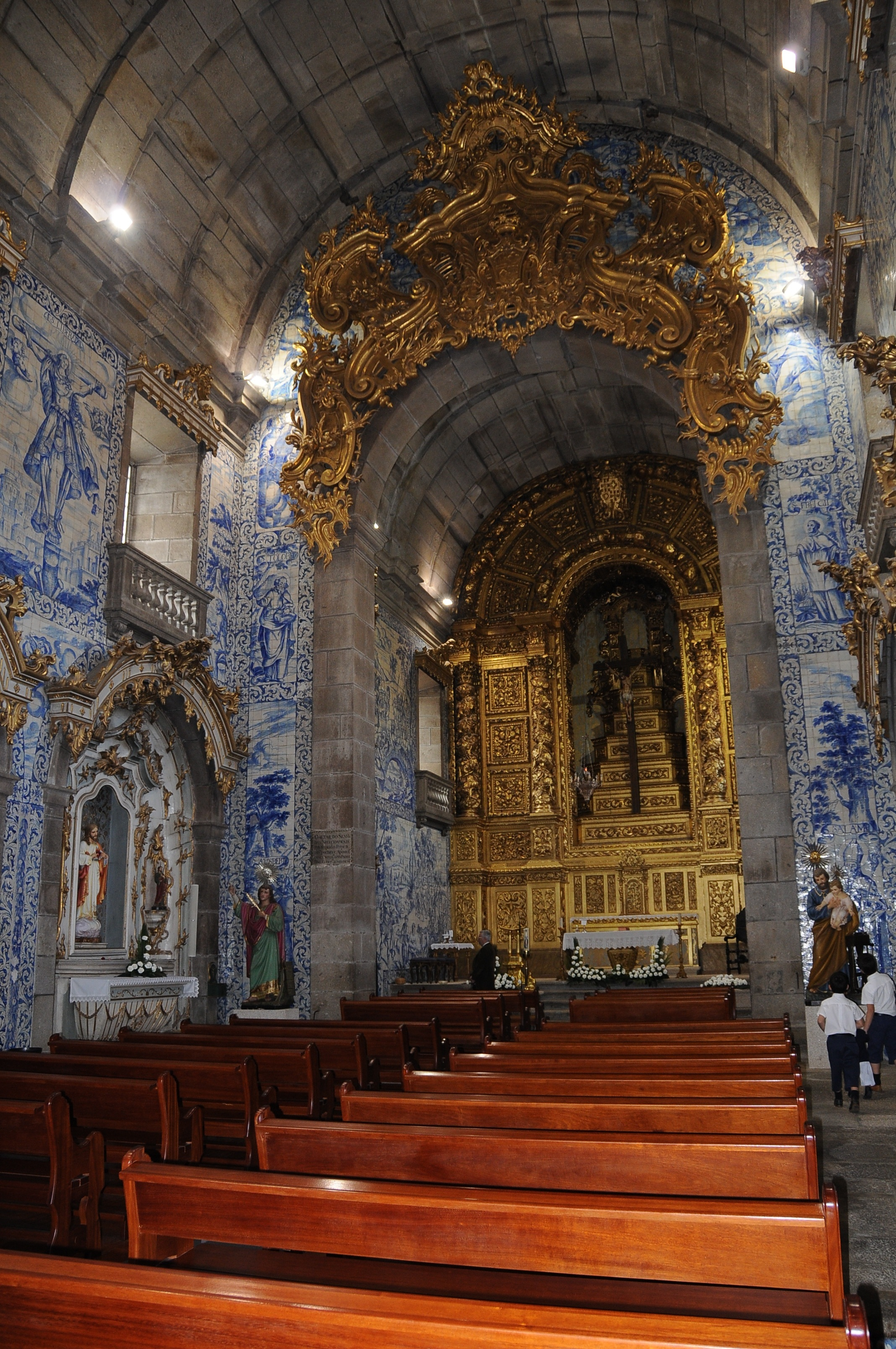
Igreja de São Victor em Braga, Portugal

São Victor de Braga, natural de Paços, perto de Braga, que no ano de 300, foi um cristão que foi martirizado por se ter recusado participar num cortejo para honrar a deusa Ceres.
É comemorado a 12 de Abril.